# Amat Jobe
Amat Jobe (...) è un ex giocatore di football americano svedese che ha giocato nel ruolo di wide receiver.